# Callicore pitheas
Callicore pitheas is een vlinder uit de familie Nymphalidae, onderfamilie Biblidinae.

## Kenmerken
De bovenzijde van de vleugels toont een roodkleurig patroon, dat belagers moet afschrikken. De spanwijdte bedraagt ongeveer 5 tot 6 cm.

## Verspreiding en leefgebied
Deze vlindersoort komt voor van Mexico tot Venezuela en Ecuador van zeeniveau tot 1200 meter hoogte in bosrijke gebieden langs bospaden en open plekken.

## Waardplanten
De waardplanten behoren tot de familie Sapindaceae.